# Джельова магаза
Джельова магаза (на македонска литературна норма: Џељова магаза) е магазин на чаршията в град Охрид, Северна Македония. Сградата е обявена за значимо културно наследство на Република Македония.

## Архитектура
Сградата е разположена на чаршийската улица „Свети Климент Охридски“ № 5, на площада „Крушевска република“ срещу Стария чинар. Изградена е във втората половина на XIX век от непознати майстори. Сградата се състои от каменни сутерен и приземие и етаж, изграден от хоризонтални пояси бигор и цяла тухла. Ъглите са оформени от обработени блокове с плитка пластика във вид на пиластри. Отворите на приземието и на етажа са сводести от цяла тухла. От цяла тухла е и оформеният пиластър в центъра на фасадата, тимпанонът и венецът. Типичните за магазите метални капаци не са запазени. Високо горе на фасадата има мраморна плоча с надпис на арабица – единствената плоча на чужд език от деветте запазени плочи на охридските магази. Принадлежала е на Сюлейман Хамди Джельо.